# 许嵩
许嵩（1986年5月14日—），中国大陆男歌手、词曲作者、音乐制作人。出生于安徽省合肥市。

## 音乐生涯

### 大学时代（2004—2008年）
2004年许嵩考入安徽医科大学，大学期间自修作曲及音乐制作，通过当时自己的博客发表音乐作品。2006年，许嵩大二，就读安徽医科大学管理系。此时他开始以“Vae”笔名上传音乐作品到其个人网站，引起网友关注。
2006年12月，为联想“粉时尚”手机创作主题音乐《粉色信笺》。2007到2008年，他保持每月发表一首作品。期间人气不断上升，开始接到演出邀请，但他以学业为由拒绝，2008年获得“安徽省十佳青年学生”的荣誉。2008年的夏天，许嵩从安徽医科大学毕业。7月，为搜狐公司的网游《剑仙》创作主题曲《南山忆》。

### 网络时代（2009—2010年）
2009年1月10日，许嵩发行第一张独立创作专辑《自定义》，包揽了全部曲目的词曲创作及制作以及发行，得到圈内人较高的评论，但由于缺乏唱片公司的宣传，销量不高。此后许多唱片公司找他谈签约，但因为许嵩要求由自己独立制作第二张专辑作罢。
2010年1月6日，发行第二张的专辑《寻雾启示》。专辑依旧由他自己包揽词曲创作。专辑发行后广受好评，搜狐、联想、华谊音乐开始邀请其为旗下主打产品/艺人量身打造作品。4月，为搜狐公司旗下网游《天龙八部2》创作主题曲《半城烟沙》。6月，为联想旗下产品"乐Phone"制作15秒广告音乐。8月，为华谊音乐旗下新人何曼婷量身打造对唱歌曲《素颜》。10月，为好友金莎创作《你的嘴》、《相思垢》，收录于金莎《星月神话》专辑。

### 正式签约（2011年—2017年）
2011年4月，许嵩与海蝶音乐签约。签约后推出第三张创作专辑《苏格拉没有底》，获得了超过二十三万张的销量。9月，为搜狐公司网游《天龙八部3》，创作主题曲《天龙八部之宿敌》。10月25日，于北京举办“苏格拉没有底”首场个人演唱会。2012年4月30日，9月29日，11月25日和2013年10月19日举办“许嵩和他的朋友们”演唱会。6月，与方文山首度联手，为AngelGirl组合创作单曲《花木兰》（作曲）。7月发表第四张全创作专辑《梦游计》；与运动品牌KAPPA合作，发布主题推广曲《Playwithstyle》。2013年8月出版个人摄影随笔集《海上灵光》；与西班牙ChupaChups（珍宝珠棒棒糖）合作，创作演唱主题曲《小烦恼没什么大不了》。
2014年8月推出第五张全创作专辑《不如吃茶去》10月，开始全国签售活动。 2015年除夕当日，为张靓颖、张杰创作的中国风单曲《燕归巢》发行。8月20日，为电视剧《花千骨》创作的片头曲《千古》发行。2016年3月3日，由许嵩献唱的电影《不速之客》的主题曲《不语》正式发布。6月28日，发行第六张全创作专辑《青年晚报》。8月31日，网剧《画江湖之不良人》主题曲《江湖》曝光，系许嵩为该剧量身打造的歌曲。12月20日，发布为网游《神武2》创作并演唱的主题曲《今年勇》。2017年3月14日，发布与Vsinger旗下虚拟歌手洛天依共同演唱的歌曲《深夜书店》。3月18日开启“青年晚报”巡回演唱会。6月30日，发布为游戏《QQ三国》十周年纪念而演唱的主题曲《通关》。11月30日，发布为网剧《新版梁山伯与祝英台》演唱的主题曲《蝴蝶的时间》。

### 续约太合（2018年—至今）
2018年4月19日，发布QQ炫舞系列主题曲《我乐意》。5月14日，发布《老古董》及其MV。 7月12日发行第七张创作专辑《寻宝游戏》，发布会上宣布续约太合音乐集团。11月22日，发布为游戏《天下3》十周年纪念而演唱的主题曲《绝代风华》。 2019年3月24日，许嵩受邀担任2019排超全明星赛表演嘉宾。6月1日开启“寻宝游戏”巡回演唱会。10月13日，许嵩发表为《新天龙八部》端游而创作的游戏主题曲《雨幕》。
2020年1月2日，单曲《羡慕》上线。4月6日，发布电视剧《全世界最好的你》同名主题曲《全世界最好的你》。5月20日，与刘美麟合唱的单曲《温泉》上线。10月12日，发布天龙八部端游怀旧版主题曲《放肆》。11月11日，重新编曲《如果当时》，发布与朱婷婷合唱的单曲《如果当时2020》。11月22日，发布与金莎合唱的《半城烟沙(合唱版)》，作为《新天龙八部》游戏怀旧服的推广曲。2021年2月15日，发布电视剧《赘婿》主题曲《放飞》。5月7日发行第八张全创作专辑《呼吸之野》及第一首歌曲《乌鸦》及MV。11月29日，发布影视剧《一片冰心在玉壶》主题曲《羁绊》。2022年1月20日，发布单曲《留香》。6月11日，参加文化音乐节目《经典咏流传》，演唱歌曲《忆黄山》。7月12日，发布天谕手游盟友主题曲《天知道》。8月28日，与谭维维演唱中央广播电视总台推出的大型文化节目《诗画中国》的同名主题曲《诗画中国》。9月4日，发布单曲《纸上雪》。10月26日，受邀为游戏《天龙八部》创作的全新主题曲《曼陀山庄》。12月31日，加盟《2022-2023湖南卫视跨年晚会》，演唱歌曲《没想到》。
2023年1月21日，发布为《2023年中央广播电视总台春节联欢晚会》演唱的《合拍》。4月30日，携手郎朗登上央视舞台，在新一季的《经典咏流传·正青春》中，创作并演唱主题曲《心有所向》。6月15日，创作演唱的电视剧《鱼生知有你》主题曲《只有你》全网发行。8月29日，为《新天龙八部》手游创作主题曲《如谜》。2024年1月11日，發佈為電影《花千骨》創作的主題曲《畫平生》。1月14日，發佈為詩畫中國第2季第1期創作的《早發白帝城》。作品由許嵩作曲，唐-李白/許嵩作詞。2月2日，發佈電視劇《在暴雪時分》片頭曲《Falling in love》。6月28日，發佈總台央視頻《2024中國·AI盛典》主題曲《將芯比心》。开启呼吸之野巡回演唱会。

## 音乐作品

### 个人专辑
- 2009年1月10日 自定义
- 2010年1月6日 寻雾启示
- 2011年4月1日 苏格拉沒有底
- 2012年7月11日 梦游计
- 2014年8月26日 不如吃茶去
- 2016年6月28日 青年晚報
- 2018年7月12日 尋寶遊戲
- 2021年5月14日 呼吸之野

### EP/单曲
- 2011年9月20日 天龙八部之宿敌
- 2013年5月20日 小烦恼没什么大不了
- 2013年8月22日 违章动物
- 2015年8月20日 千古
- 2016年2月22日  书香年华
- 2016年3月3日 不语
- 2016年8月31日 江湖
- 2016年12月22日  今年勇
- 2017年3月14日  深夜书店
- 2017年6月30日 通关
- 2017年11月30日 蝴蝶的时间
- 2018年4月19日 我乐意
- 2018年9月7日 飞驰于你
- 2018年11月22日 绝代风华
- 2019年10月13日 雨幕
- 2020年1月2日  羡慕
- 2020年5月20日 溫泉
- 2020年10月12日 放肆
- 2020年11月11日 如果當時2020
- 2020年11月22日 半城煙沙
- 2021年2月15日 放飞
- 2021年4月11日 昨夜书
- 2022年1月20日 留香
- 2022年6月11日 忆黄山
- 2022年8月28日 诗画中国
- 2022年9月4日 纸上雪
- 2023年1月8日 没想到
- 2023年1月21日 合拍
- 2023年4月30日 心有所向
- 2023年6月15日 只有你
- 2023年8月29日 如谜
- 2024年1月11日 画平生
- 2024年1月14日 早发白帝城
- 2024年2月2日 Falling in Love
- 2024年6月28日 将芯比心
- 2025年4月1日 野路
- 2025年4月14日 揽仙歌

## 演唱会
- 2011年：苏格拉没有底个人演唱会
- 2012-2013年：许嵩和他的朋友们演唱会
- 2017年：青年晚报巡回演唱会
- 2019年：寻宝游戏巡回演唱会
- 2024-2025年：呼吸之野巡回演唱会

## 摄影作品
于2013年8月1日正式发行的许嵩摄影集《海上灵光》。

## 文学作品
许嵩在个人网站（VaeCN及Vae+）、博客、微博、榕树下等多个平台发表过文章。其中《把伤痕当酒窝》被作为2008年江苏省高考语文模拟试卷的阅读题目，并刊登于2011年12期《意林》。
国风歌曲《千百度》歌词被编入大学语文教科书。

## 获奖记录
| 获奖时间       | 所获奖项                                                              |
| -------------- | --------------------------------------------------------------------- |
| 2001年         | 讯飞杯全国中学生网页设计大赛安徽赛区第一名                            |
| 2008年5月      | 安徽省十佳青年学生                                                    |
| 2010年1月10日  | 第4届腾讯网星光大典年度十大金曲《灰色头像》                           |
| 2011年10月15日 | 第11届全球华语歌曲排行榜最受欢迎新人                                  |
| 2011年11月24日 | 第4届音乐风云榜新人盛典最受欢迎唱作新人                               |
| 2012年1月12日  | 第6届腾讯星光大典内地年度男歌手                                       |
| 2012年1月19日  | 第19届中国歌曲排行榜年度金曲《想象之中》                              |
| 2012年4月7日   | 第19届东方风云榜年度最佳唱作人                                        |
| 2012年4月7日   | 第19届东方风云榜年度金曲《想象之中》                                  |
| 2012年4月23日  | 第10届MusicRadio中国TOP排行榜年度推荐唱片《苏格拉没有底》             |
| 2012年5月16日  | 第9届亚太音乐榜最受欢迎唱作新锐大奖                                   |
| 2012年5月16日  | 第9届亚太音乐榜数位专辑销量榜冠军《苏格拉没有底》                     |
| 2012年8月13日  | Channel[V]华语咪咕榜中榜盛典爱心行动大使                              |
| 2012年12月8日  | 第6届中国移动无线音乐咪咕汇音乐盛典最佳畅销网游金曲《天龙八部之宿敌》 |
| 2012年12月10日 | 2012亚洲时尚盛典年度时尚原创音乐人                                    |
| 2012年12月29日 | 第20届中国歌曲排行榜年度金曲《幻听》                                  |
| 2013年3月30日  | 第20届东方风云榜最佳唱作人                                            |
| 2013年3月30日  | 第20届东方风云榜年度十大金曲《幻听》                                  |
| 2013年4月20日  | 第17届全球华语榜中榜颁奖盛典传媒推荐歌手                              |
| 2013年12月8日  | 第7届中国移动无线音乐咪咕汇最佳人气男歌手                             |
| 2014年12月15日 | 第8届中国移动无线音乐咪咕汇年度网络最具人气男歌手                     |
| 2015年1月8日   | 第14届中国华鼎奖华语年度最受欢迎原创歌手                              |
| 2015年3月25日  | 第2届QQ音乐年度盛典年度创意专辑《不如吃茶去》                         |
| 2015年4月11日  | 第3届音悦V榜年度创作歌手年度盛典                                      |
| 2015年4月13日  | 第15届音乐风云榜年度媒体关注内地歌手                                  |
| 2015年4月23日  | 2015酷音乐亚洲盛典年度最佳原创歌手                                    |
| 2015年12月6日  | 第9届中国移动咪咕汇十大畅销金曲《山水之间》                           |
| 2016年3月28日  | 第23届东方风云榜最佳作曲奖《燕归巢》                                  |
| 2016年9月27日  | 2016亚洲新歌榜年度最佳唱作人                                          |
| 2017年3月27日  | 第24届东方风云榜最佳唱作人                                            |
| 2017年3月27日  | 第24届东方风云榜十大金曲《雅俗共赏》                                  |
| 2017年4月9日   | 第17届音乐风云榜年度最受关注原创歌手                                  |
| 2018年1月13日  | 2018唱吧嗨典年度最佳男歌手                                            |
| 2018年8月29日  | 2018华人歌曲音乐盛典年度最佳创作男歌手                                |
| 2018年8月29日  | 2018华人歌曲音乐盛典年度金曲《老古董》                                |